# Carin Ygberg
Carin Eivor Elisabet Ygberg, född 26 mars 1929 i Västervik, död 21 april 2017 på Lidingö, var en svensk skådespelare. 
Ygberg är begravd på Lidingö kyrkogård.

## Filmografi
- 1967 – Modiga mindre män (TV-serie) – flygvärdinnan (klipptes om till långfilm 1968)
- 1969 – Kråkguldet (TV-serie) – lärarinnan